# Polystichum fournieri
Polystichum fournieri là một loài thực vật có mạch trong họ Dryopteridaceae. Loài này được A.R. Sm. miêu tả khoa học đầu tiên năm 1980.